# Colin Addison
Colin Addison, nacido el 18 de mayo de 1940 en la localidad inglesa de Taunton, en el condado de Somerset, es un exjugador y entrenador de fútbol. A lo largo de su trayectoria como jugador tan sólo jugó en clubes de Inglaterra. Sin embargo, su carrera como entrenador la desarrolló a lo largo de varios países, entre ellos Sudáfrica, Kuwait, Catar o España, donde entrenó a Celta de Vigo, Atlético de Madrid, Cádiz y Badajoz.
Una de sus gestas más notables la protagonizó en la temporada 1971/72, en la que, siendo jugador-entrenador del Hereford, eliminó a uno de los clubes ingleses más notables, el Newcastle, de la FA Cup.
Actualmente, Addison reside en Hereford, y es comentarista de la BBC.

## Trayectoria

### Jugador
| Club              | País       | Año         |
| ----------------- | ---------- | ----------- |
| York City FC      | Inglaterra | 1957 - 1961 |
| Nottingham Forest | Inglaterra | 1961 - 1966 |
| Arsenal FC        | Inglaterra | 1966 - 1967 |
| Sheffield United  | Inglaterra | 1967 - 1971 |
| Hereford United   | Inglaterra | 1971 - 1973 |

### Entrenador
| Club                             | País       | Año         |
| -------------------------------- | ---------- | ----------- |
| Hereford United                  | Inglaterra | 1971 - 1974 |
| Durban City F.C.                 | Sudáfrica  | 1975 - 1976 |
| Notts County (Asistente)         | Inglaterra | 1976 - 1977 |
| Newport County                   | Gales      | 1977 - 1978 |
| West Bromwich Albion (Asistente) | Inglaterra | 1979 - 1980 |
| Derby County                     | Inglaterra | 1980 - 1982 |
| Newport County                   | Gales      | 1982 - 1985 |
| Al-Ahli SC Doha                  | Catar      | 1985 - 1986 |
| Celta de Vigo                    | España     | 1986 - 1987 |
| West Bromwich Albion             | Inglaterra | 1987 - 1988 |
| Atlético de Madrid               | España     | 1988 - 1989 |
| Cádiz CF                         | España     | 1989 - 1990 |
| Hereford United                  | Inglaterra | 1990 - 1991 |
| Al-Arabi SC                      | Kuwait     | 1992 - 1993 |
| CD Badajoz                       | España     | 1995 - 1996 |
| Merthyr Tydfil                   | Gales      | 1996 - 1998 |
| Scarborough F.C.                 | Inglaterra | 1999 - 2000 |
| Yeovil Town FC                   | Inglaterra | 2000 - 2001 |
| Swansea City                     | Gales      | 2001 - 2002 |
| Forest Green Rovers FC           | Inglaterra | 2002 - 2003 |
| Barry Town                       | Gales      | 2004        |